# Pilõezinhos
Pilõezinhos là một đô thị thuộc bang Paraíba, Brasil. Đô thị này có diện tích 43,9 km², dân số năm 2007 là 5459 người, mật độ 124,4 người/km².